# Засвоєння другої мови
Засвоєння другої мови (також вивчення другої мови, опанування другої мови, оволодіння другою мовою, англ. second-language acquisition — SLA) — процес, за допомогою якого люди вивчають другу мову, а також наукова дисципліна, присвяченою вивченню цього процесу. Строго кажучи, йдеться про засвоєння необов'язково другої, а радше ще однієї мови, тобто незнайомої, на додаток до вже засвоєних. Деякі (але не всі) науковці вважають засвоєння другої мови субдисципліною прикладної лінгвістики. Воно також є об'єктом дослідження з боку низки інших дисциплін, як-от психологія та освіта.

## Загальний опис
Центральною темою в дослідженнях засвоєння другої мови є міжмовна взаємодія — ідея про те, що мова, якою користуються ті, хто її вивчає, є не просто результатом відмінностей між уже відомими їм мовами і мовою, яку вони вивчають, а повноцінною мовною системою із власними систематизованими правилами. Ця міжмовна взаємодія поступово розвивається в міру того, як учні знайомляться з мовою, яку вивчають. Порядок, у якому учні засвоюють особливості нової мови, залишається напрочуд постійним незалежно від того, які мови для них рідні і чи мали вони мовну підготовку. Однак мови, які учні вже знають, можуть мати значний вплив на процес вивчення нової мови. Цей вплив відомий під назвою мовна інтерференція.
Основним чинником, який впливає на засвоєння другої мови, є вхідний мовний матеріал, який отримують учні. Що довше вони занурені в мову, яку вивчають, і що більше часу вони витрачають на добровільне читання, то досвідченішими вони стають.
Гіпотеза вхідного матеріалу, розроблена лінгвістом Стівеном Крашеном, передбачає, що для засвоєння другої мови необхідна лише зрозуміла вхідна інформація. Крашен розрізняє засвоєння мови і вивчення мови (відмінність між засвоєнням і вивченням) і стверджує, що засвоєння є підсвідомим процесом, тоді як вивчення — свідомим. Згідно з цією гіпотезою, процес засвоєння мови L2 (мова 2) відбувається так само, як і засвоєння мови L1 (мова 1). Навчання, з іншого боку, передбачає свідоме вивчення й аналіз мови, що вивчається. Крашен стверджує, що свідомо вивчені мовні правила відіграють обмежену роль у використанні мови і виконують радше роль спостерігача, який перевіряє, як сформульоване висловлювання другою мовою — виходячи з того, що учень має час, достатні знання і бажання вчитися (гіпотеза спостерігача).
Подальша робота інших дослідників над гіпотезою взаємодії та гіпотези осмисленого результату показала, що для досягнення більш просунутих рівнів учням можуть також знадобитися спеціальні засоби для взаємодії і створення результатів.
Дослідження того, як саме учні опановують нову мову, охоплює кілька різних областей. Основна увага спрямована на пошук доказів того, якими є базові лінгвістичні навички — вродженими (природа), набутими (виховання) чи це поєднання цих двох атрибутів.

### Підходи до засвоєння мови
Когнітивні підходи до дослідження засвоєння другої мови передбачають дослідження того, які процеси відбувають у мозку людини, яка вивчає незнайому їй мову, — наприклад, як увага до мови впливає на здатність її вивчати або як засвоєння мови пов'язане з короткочасною та довготривалою пам'яттю.
У рамках соціокультурних підходів відкидається уявлення про те, що засвоєння другої мови є суто психологічним феноменом, і здійснюється спроба пояснити його в соціальному контексті. Деякі ключові соціальні фактори, які впливають на засвоєння другої мови, — це ступінь занурення, зв'язок зі спільнотою, пов'язаною із засвоюваною мовою, і стать учня.
У лінгвістичних підходах мова розглядається окремо від інших видів знань і здійснюються спроби пояснити засвоєння другої мови за допомогою масштабних лінгвістичних досліджень. Існує також значна кількість досліджень про те, як на засвоєння другої мови впливають індивідуальні фактори, як-от вік і стратегії навчання.
Часто обговорюваною темою стосовно віку засвоєння другої мови є гіпотеза критичного періоду, яка передбачає, що після певного віку в дитинстві людина втрачає здатність вповні вивчити іншу мову. Ще одна цікава тема засвоєння другої мови — відмінності між дорослими та дітьми. Навчальні стратегії зазвичай класифікуються як навчальні або комунікативні та розроблені для покращення відповідних навичок засвоєння.
Афективні фактори — це емоційні чинники, які впливають на здатність людини вивчати іншу мову (научуваність). Найпоширенішими афективними факторами, що впливають на засвоєння мови, є тривожність, особистість, соціальні настанови та мотивація. У сфері особистості на навчання можуть впливати, зокрема, інтровертність та екстравертність.
Можливий також процес, зворотний до засвоєння, — витіснення другої мови. Найчастіше він спричинений недостатнім використанням другої мови або відсутністю контакту з нею. Ступінь відходу залежить від низки факторів, зокрема рівню володіння мовою, віку, соціальних факторів та мотивації на час засвоєння. І, нарешті, під час досліджень в аудиторіях вивчається вплив процесу навчання мови на її засвоєння.

## Визначення
Другою мовою називають будь-яку мову, вивчену на додаток до рідної мови людини. Хоча ця концепція називається «засвоєння другої мови», мова може йти про третю, четверту мову і так далі. Засвоєння другої мови стосується того, як саме діють учні, і хоча навчання може вплинути на засвоєння, воно не стосується практики викладання мови. Термін «засвоєння» спершу використовувався, щоб підкреслити несвідомий характер процесу навчання, але останніми роками навчання та засвоєння використовують переважно як синоніми.
Засвоєння другої мови може включати вивчення успадкованої мови, але зазвичай не включає двомовність. Більшість дослідників засвоєння другої мови вбачають двомовність не процесом, а результатом вивчення мови і вважають, що цей термін стосується вільного володіння мовою на рівні рідної. Письменники в таких галузях, як-от освіта й психологія, однак, часто використовують двомовність вільно для позначення всіх форм багатомовності. Засвоєння другої мови також не слід протиставляти засвоєнню іноземної мови; навпаки, вивчення інших і іноземних мов потребують тих самих фундаментальних процесів у різних ситуаціях.

## Підґрунтя досліджень

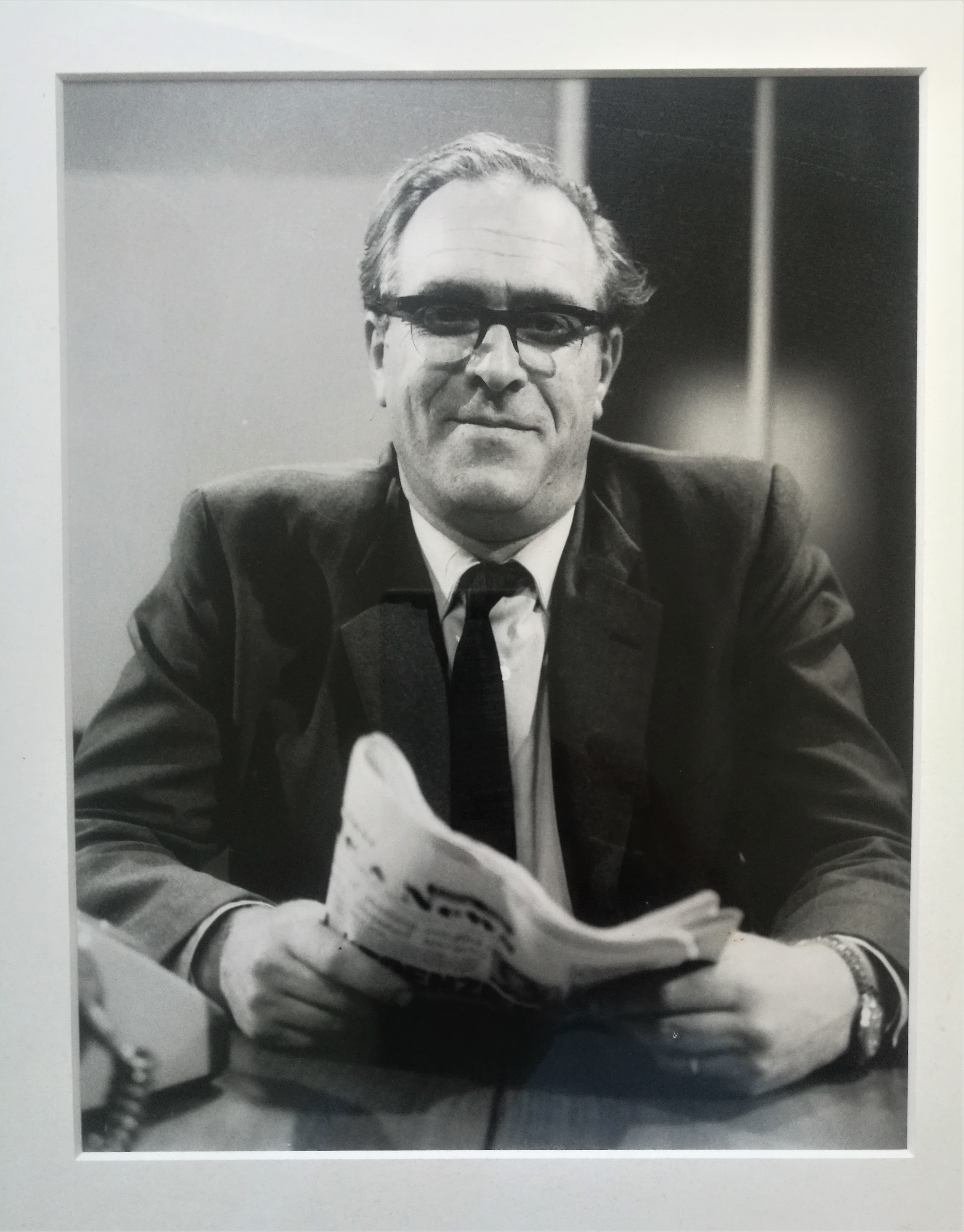
Піт Кордер

Навчальна дисципліна «Засвоєння другою мовою» є піддисципліною прикладної лінгвістики. Вона має широку основу і є відносно новою. Як і інші галузі лінгвістики, засвоєння другої мови тісно пов'язане із психологією та освітою. Щоб відокремити навчальну дисципліну від власне процесу навчання, використовуються також терміни дослідження засвоєння другої мови, вивчення другої мови та дослідження вивчення другої мови.
Дослідження засвоєння другої мови почалися як міждисциплінарна сфера; через це визначити точну дату їх початку досить складно. Проте засадничими для розвитку досліджень засвоєння другої вважаються дві статті: есе Піта Кордера The Significance of Learners' Errors (1967) і стаття Ларрі Селінкера Interlanguage (1972).
У наступні десятиліття ця галузь отримала значний розвиток. З 1980-х років засвоєння другої мови вивчається з різних дисциплінарних і теоретичних точок зору.
На початку 2000-х деякі дослідження припускали еквівалентність між засвоєнням людських мов і комп'ютерних мов (як-от Java) дітьми у віці від 5 до 11 років, хоча ця ідея не стала загальноприйнятою серед педагогів. Сьогодні важливими підходами в галузі стали системна функціональна лінгвістика, соціокультурна теорія, когнітивна лінгвістика, універсальна граматика Ноама Чомські, теорія набуття навичок і конекціонізм.
Про те, як саме вивчається мова, точиться багато суперечок, і багато питань досі залишаються невирішеними. Існує чимало теорій засвоєння другої мови, але жодна з них не приймається як повне пояснення всіма дослідниками. Зважаючи на міждисциплінарний характер галузі засвоєння другої мови, в осяжному майбутньому цього й не очікується. Утім, здійснювалися спроби сформувати більш уніфікований підхід, у рамках якого поєднувалися б дослідження засвоєння першої мови та другої мови.

## Етапи засвоєння другої мови

### Етапи засвоєння другої мови за Крашеном
Стівен Крашен поділяє процес засвоєння другої мови на п'ять етапів:
- період попереднього опрацювання (preproduction);
- період початкового опрацювання (early production);
- початок мовлення (speech emergence);
- володіння на середньому рівні (intermediate fluency);
- вільне володіння на просунутому рівні (advanced fluency)[14][15].

Перший етап — період попереднього опрацювання — називають також періодом мовчання. Учні на цьому етапі мають пасивний словниковий запас до 500 слів, але другою мовою ще не розмовляють. Не всі учні проходять період мовчання: деякі починають розмовляти іншою мовою одразу, хоча створювані ними фрази іноді нагадують радше імітування, а не творче використання мови. Деякі мовні курси передбачають, що учні намагаються розмовляти іншою мовою від самого початку її засвоєння. В учнів, які пройшли період мовчання, він може тривати від трьох до шести місяців.
Другим за Крашеном етапом засвоєння незнайомої мови є період початкового опрацювання, під час якого учні вчаться говорити короткими фразами з одного-двох слів і запам'ятовують словосполучення, але вживають їх із помилками. Активний і пасивний словниковий запас учнів на цьому етапі становить близько 1000 слів. Цей етап зазвичай триває близько шести місяців.
Третій етап — початок мовлення. Тут словниковий запас збільшується приблизно до 3000 слів. Учні вже здатні спілкуватися простими запитаннями і фразами, але припускаються численних граматичних помилок.
Четвертий етап — володіння на середньому рівні. На цьому етапі словниковий запас зростає до прибл. 6000 слів, завдяки чому учні складають речення зі складнішою структурою і вже можуть висловлювати свої думки. У складних реченнях кількість помилок залишається досить великою.
Останній етап — вільне володіння на просунутому рівні — починається на п'ятий-десятий рік вивчення мови. На цьому етапі учні читають і розмовляють на рівні, близькому до носіїв мови.
Крашен розробив також кілька гіпотез щодо природи мисленнєвих процесів тих, хто вивчає другу мову, і розвиток їхньої самосвідомості. Найвідомішими з цих гіпотез є теорія спостерігача (Monitor Theory) та гіпотеза афективного фільтра (Affective Filter hypothesis).

### Етапи засвоєння другої мови за Кляйном і Пердью
З початку 1980-х років в Інституті психолінгвістики імені Макса Планка під керівництвом Вольфганга Кляйна та координуванням Клайва Пердью (Clive Perdue) здійснювався масштабний проєкт, у рамках якого досліджувалося, як засвоюють другу мову дорослі іммігранти, що приїжджають до Європи. Його результати було опубліковано на початку 1990-х років. Згідно з ними, засвоєння другої мови відбувається в три етапи:
- Початкова сукупність знань (pre-basic variety), або номінальна структура висловлювань (nominal utterance organisation).
- Базова сукупність знань (basic variety), або нефінітна структура висловлювань (infinite utterance organisation).
- Розширена сукупність знань (post-basic variety), або фінітна структура висловлювань (finite utterance organisation)[18][19][20][21].

Етап початкової сукупності знань зазвичай дуже короткий; йому притаманний невеликий лексикон, який складається з іменників і не містить дієслів. На базовому етапі вводяться дієслова, але лише в їхній основній формі, без позначення точної словоформи (фінітності). На третьому етапі починає з'являтися функціональна морфологія зі словозміною іменників і дієслів.

## Складність мови та тривалість навчання
Час, необхідний для досягнення високого рівня володіння мовою, залежить від того, яка мова є рідною для учня і яку мову він вивчає.
Деякі оцінки щодо носіїв англійської мови надав Інститут закордонної служби (FSI) Державного департаменту США: він склав приблизні очікування щодо вивчення кількох мов для свого професійного персоналу (носіїв англійської мови, які, як правило, уже володіють іншими мовами). До мов I категорії належать, наприклад, італійська, шведська (24 тижні, або 600 навчальних годин) і французька (30 тижнів, або 750 навчальних годин). Мови II категорії — німецька, гаїтянська креольська, індонезійська, малайська та суахілі (приблизно 36 тижнів, або 900 навчальних годин). До мов III категорії належать фінська, польська, російська, тагальська, в'єтнамська та багато інших (приблизно 44 тижні, 1100 навчальних годин).
З 63 проаналізованих мов п'ятьма мовами, які виявилися найскладнішими для розвинення навичок говоріння й читання і які вимагають для засвоєння 88 тижнів (2200 навчальних годин, мови IV категорії), є арабська, кантонська, мандаринська, японська та корейська. Інститут закордонної служби та Національний центр віртуального перекладу відзначають, що японську мову зазвичай складніше вивчати, ніж інші мови цієї групи.
Існують також інші рейтинги мовної складності. Мовний центр Закордонної служби Британського міністерства закордонних справ включає найскладніші для вивчення мови (кантонська, японська, корейська, мандарин) до класу I, а найлегші — до класу V (наприклад, африкаанс, біслама, каталонська, французька, іспанська, шведська).

### Гіпотеза про вузькі місця
Гіпотеза про вузькі місця має на меті визначити ті компоненти граматики, які засвоюються легше або важче, ніж інші. Вона стверджує, що функціональна морфологія є вузьким місцем у вивченні мови, — тобто вона складніша за інші аспекти лінгвістики, як-от синтаксис, семантика та фонологія, оскільки в ній поєднуються синтаксичні, семантичні та фонологічні особливості, які впливають на значення речення.
Наприклад, знання того, як в англійській мові формується минулий час, потребує як фонологічних моделей, як-от аломорфи в закінченнях дієслів, так і форм неправильних дієслів. Для носіїв мов, у яких відсутнє поняття артикля, як-от корейська та українська, становить складнощі вживання артиклів.
В одному з досліджень порівнювали структуру висловлювань учнів на предмет синтаксичної особливості — порядку слів V2 (із дієсловом на другому місці), і морфологічної властивості — узгодження суб'єкта й дієслова. Для цього використовувалися завдання на прийнятність суджень. Виявилося, що носії норвезької мови, які вивчають англійську мову на середньому та підвищеному рівні, досить успішно справляються із завданнями на порядок слів, але мають чимало труднощів з узгодженням суб'єкта й дієслова, що й було передбачено гіпотезою про вузькі місця.
Окрім когнітивних і наукових причин важливості цієї теорії, гіпотеза про вузькі місця може бути корисною для застосування на практиці: вона дає викладачам змогу зосередитися на складних аспектах вивчення мови, а не на концепціях, засвоєння яких відбувається відносно легко, і тим самим максимально ефективно використовувати свій час.

### Гіпотеза про кумулятивні ефекти
Ця гіпотеза стверджує, що засвоєння другої мови викликає додаткові труднощі для дітей зі специфічними порушеннями мовлення, у яких затримка розвитку мовлення зсувається на шкільні роки внаслідок дефіциту вербальної пам'яті та нерозвиненість механізмів засвоєння порівняно з дітьми зі звичайним розвитком. Існує не так небагато досліджень щодо осіб, які одночасно мають специфічні порушення мовлення та ростуть в умовах білінгвізму, тому є потреба в даних щодо таких дітей.
Слово «кумулятивний» у назві гіпотези вказує на комбінацію ефектів як внутрішніх ускладнень у вивченні мови, так і зовнішніх — у сприйнятті та досвіді, зумовлених двомовністю, яка, своєю чергою, може переобтяжувати учня зі специфічними порушеннями мовлення. З теорії випливає, що двомовні діти зі специфічними порушеннями мовлення перебувають у складній ситуації: вони відстають у розвитку як від своїх одномовних однолітків зі специфічними порушеннями мовлення, так і від двомовних однолітків без порушень мовлення.
Джоанна Параді у своєму багатоетапному дослідженні вивчала, як діти зі специфічними порушеннями мовлення, які вивчають англійську як другу мову, засвоюють морфологію граматичних часів. Дослідження виявило, що профіль засвоєння для таких дітей подібний до відомих профілів одномовних дітей з аналогічними порушеннями і без них, що суперечило гіпотезі про кумулятивні ефекти. Це довело, що засвоєння другої мови не завдає шкоди дітям зі специфічними порушеннями мовлення і може бути корисним для них.

## Порівняння із засвоєнням першої мови
Між дорослими, які вивчають другу мову, і дітьми, які вивчають свою першу мову, існують принаймні три відмінності:
- Мозок дитини активно розвивається, тоді як мозок дорослого вже зрілий.
- Дорослий уже володіє принаймні однією (рідною) мовою, яка визначає його мислення та мовлення.
- Хоча деякі дорослі, які вивчають другу мову, досягають дуже високого рівня володіння нею, їхнє мовлення, як правило, залишається відмінним від мовлення носіїв. Ця відсутність вимови на рівні носія у дорослих учнів пояснюється гіпотезою критичного періоду[en]. У певний момент мовленнєві навички учня виходять на плато і більше не змінюються — цей процес називається фосилізація[en].

Джерелом деяких помилок, яких припускаються ті, хто вивчає другу мову, є їхня рідна мова. Наприклад, носії іспанської, які вивчають англійську, іноді кажуть «Is raining», а не «It is raining», буквально відтворюючи іспанське «Está lloviendo» шляхом викидання підмета. Такий вплив першої мови на другу називають негативною мовною інтерференцією. Натомість носії французької, які вивчають англійську, зазвичай не припускаються такої помилки і не відкидають it у реченні «It is raining». Це пояснюється тим, що займенникові та безособові підмети можна відкидати (або, як у цьому випадку, не використовувати на початку) в іспанській мові, але не можна — у французькій. Той факт, що французи, розмовляючи англійською, використовують займенниковий підмет належним чином, є прикладом позитивної мовної інтерференції.
Не всі помилки відповідають тому самому шаблону: навіть дві особи з тією самою рідною мовою, які вивчають ту саму другу мову, можуть вживати різні мовні конструкції своєї рідної мови; так само, ці дві особи можуть навчитися майже вільно володіти різними граматичними конструкціями.
Ще можлива одна помилка — так звана мовна конвергенція. Вона притаманна дітям, які вивчають другу мову, і полягає в тому, що граматичні конструкції однієї мови впливають на іншу. Одне з досліджень продемонструвало, що сінгапурські учні початкової школи, які вивчали англійську та мандаринську, виявляють ознаки мовної конвергенції: воно показало, що учні, розмовляючи англійською, часто вживали граматичні моделі, притаманні китайській мові. Мовна конвергенція відбувається тому, що діти засвоюють граматику не лише нової мови, а й рідної, тому граматичні конструкції різних мов впливають одна на одну.
Крім того, коли люди вивчають другу мову, дещо змінюється також і їхня рідна мова. Зміни можуть стосуватися будь-якого її аспекту — вимови, синтаксису, жестів, які робить учень, а також мовних особливостей, які вони, як правило, помічають самі. Наприклад, носії французької, які розмовляють англійською як другою мовою, вимовляють звук [t] у французькій інакше, ніж носії французької, які англійською не володіють. Такі зміни у вимові було виявлено навіть на початку засвоєння другої мови: наприклад, носії англійської мови по-різному вимовляють англійські звуки [p], [t], [k], а також англійські голосні після того, як вони почали вивчати корейську. Ці впливи другої мови на першу спонукали Вівіан Кук запропонувати ідею мультикомпетентності, у рамках якої різні мови, якими розмовляє людина, сприймаються не як окремі, а як пов'язані системи в її свідомості.

## Мовні конструкції, створювані учнями
Мова учнів — це письмова чи усна мова, створювана учнем. Крім того, це також тип даних, який використовується в дослідженнях засвоєння другої мови. Чимало досліджень засвоєння другої мови присвячено внутрішньому представленню мови у свідомості учня та тому, як це представлення змінюється з часом. Поки що неможливо перевірити ці представлення безпосередньо за допомогою сканування мозку або подібних методів, тому вчені, які досліджують засвоєння другої мови, змушені робити висновки щодо цих правил на основі мовлення або письма учнів.

### Міжмовна взаємодія
Перші спроби описати мову, що вивчається, ґрунтувалися на порівнянні різних мов та аналізі помилок. Однак такі підходи не давали змоги передбачити всі помилки, яких припускалися учні під час вивчення другої мови.
Наприклад, носії сербохорватської мови, які вивчають англійську, іноді складають речення на кшталт «What does Pat doing now?»; така конструкція не є коректною ні в англійській, ні в сербохорватській. Вірджинія Їп виявила, що носії мандаринської мови, які вивчають англійську, схильні неправильно утворювати пасивні форми ергативних дієслів. Наприклад, навіть досвідчені учні часом формулюють висловлювання на кшталт «What was happened?», хоча ця конструкція не має очевидного джерела ні в мандаринській, ні в англійській. Причиною цього може бути те, що учні інтерпретують ергативні дієслова як перехідні, оскільки лише ці типи дієслів допускають утворення пасивних конструкцій в англійській мові.
Щоб пояснити систематичні помилки такого типу, була розроблена концепція інтермови (interlanguage). Інтермова — це мовна система, що формується у свідомості особи, яка вивчає другу мову.
Інтермова учня — це не «сира» мова, що вивчається, із численними спорадичними помилками, і не мова, яка спирається виключно на помилки, зумовлені особливостями першої мови учня. Натомість інтермова — це радше окремий різновид мови зі своїми систематичними правилами. Більшість аспектів мови, зокрема граматику, фонологію, лексику і прагматику, можна розглядати з інтермовної перспективи.
Створення інтермов зумовлюється трьома різними процесами:
- Мовна інтерференція. Учні, створюючи свою мовну систему, повертаються до своєї рідної мови. Інтерференція може бути як позитивною, тобто сприяти навчанню, так і негативною, — призводити до помилок. В останньому випадку лінгвісти використовують термін «інтерференційна помилка».
- Надмірне узагальнення. Учні використовують правила з другої мови приблизно так, як діти, які, засвоюючи рідну мову, роблять надмірні узагальнення. Наприклад, учень може сказати «I goed home», надмірно узагальнюючи англійське правило додавання закінчення -ed для створення дієслівних форм минулого часу. Англомовні діти конструюють словоформи на кшталт goed (замість went), sticked (замість stuck), bringed (замість brought). Німецькомовні діти так само поширюють форми правильних дієслів минулого часу на неправильні дієслова.
- Спрощення. Учні використовують дуже спрощені словоформи, схожу на мову дітей або на піджин. Можливо, це пов'язано з мовними універсаліями.

Концепція інтермови набула широкого поширення в дослідженнях засвоєння другої мови і часто є основним припущенням дослідників.

### Послідовність засвоєння англійської флективної морфології
У 1970-х роках було проведено кілька досліджень, у яких вивчалося, у якому порядку учні засвоювали граматичні структури мови. Виявилося, що порядок засвоєння граматичних структур мови, яка є першою для учня, майже завжди той самий. Ба більше, з'ясувалося, що порядок є однаковим і для дорослих, і для дітей, і що він не змінюється, навіть якщо учень уже мав уроки мови. Це вказувало на те, що на вивчення інших мов впливають й інші чинники, крім мовної інтерференції, і було потужним аргументом на користь концепції інтермови.
Утім, дослідження не підтвердили, що порядок засвоєння однаковий абсолютно завжди. Хоча в порядку, у якому учні засвоювали граматику другої мови, спостерігалася добре помітна подібність, фіксувалися й деякі відмінності в тому, як засвоюють мову учні з різними рідними мовами. Крім того, існувала невизначеність щодо того, коли саме певну граматичну структуру слід вважати засвоєною, оскільки в одних ситуаціях учні використовували її коректно, в інших ні.
Отже, точніше говорити про послідовність засвоєння, з якою певні граматичні особливості мови засвоюються до або після певних інших; водночас загальний порядок їх засвоєння є менш жорстким. Наприклад, якщо ознаки B і D не можуть бути засвоєні, поки не засвоєна ознака A (тобто B і D залежать від A), і водночас C залежить від B, але D не залежить від B (а отже, і від C), то можливі дві послідовності засвоєння: A → B → C → D та A → D → B → C, адже вони обидві є допустимими топологічними послідовностями.

### Здатність засвоювати знання і здатність до навчання
Здатність засвоювати знання (learnability) виникла як теорія, що пояснює, у якому порядку засвоюється навчальний матеріал. Цей порядок, своєю чергою, сильно залежить від того, на які принципи спирається вивчання. У рамках теорії щодо здатності засвоювати знання ці принципи вважаються фундаментальними механізмами засвоєння мови.
Прикладами принципів вивчення є принцип унікальності та принцип підмножини. За принципом унікальності, учні віддають перевагу однозначній відповідності між формою та значенням; принцип підмножини передбачає, що учні є консервативними і схильні починати вивчення з найменшої кількості гіпотез, сумісних із відомим їм даними. Обома цими принципами пояснювали здатність дітей оцінювати граматичну коректність, незважаючи на відсутність явних негативних доказів. Ними також пояснювали помилки в засвоєнні другої мови, оскільки створення надмножин є ознакою надмірного узагальнення, яке призводить до прийняття або складання граматично некоректних речень.
Гіпотеза про здатність до навчання (teachability — кількість зусиль, потрібних для опанування чим-небудь) Мандфреда Пінеманна (Manfred Pienemann) спирається на ідею про те, що існує певна ієрархія етапів засвоєння другої мови, а отже, процес навчання має відповідати поточній здатності учня до засвоєння. Відтак, важливо вміти визначати рівень розвитку учня, оскільки це дає вчителеві змогу передбачити й класифікувати помилки в навчанні.
Ця гіпотеза передбачає, що засвоєння другої мови відбуватиметься належним чином лише тоді, коли учень готовий опанувати певні її аспекти природним чином. Одна з цілей теорії научуваності — з'ясувати, яким лінгвістичним аспектам загрожує фосилізація, позаяк деякі учні продовжують робити помилки у вивченні другої мови, незважаючи на наявність відповідних зусиль з боку вчителя.

### Варіативність
Хоча засвоєння другої мови відбувається шляхом проходження конкретних етапів, порядок їх проходження не є фіксованим. Під час переходу від одного етапу до іншого можлива значна варіативність особливостей інтермови. Наприклад, в одному з досліджень Рода Елліса один учень, граючи в бінго, використовував фрази як «No look my card», так і «Don't look my card».
Невеликою частиною варіацій в інтермові є так звана вільна варіація — коли учень використовує одночасно дві різні форми. Однак більшість варіацій є системними — тобто варіаціями, які залежать від контексту висловлювань учня. Форми можуть змінюватися залежно від лінгвістичного контексту — наприклад, від того, що є підметом речення — займенник або іменник; від соціального контексту — наприклад, використання формальних висловлювань зі своїм керівником і неформальних із друзями; крім того, вони можуть змінюватися залежно від психолінгвістичного контексту — тобто від того, чи має учень можливість заздалегідь спланувати, що саме він збирається сказати. Причини варіативності є предметом бурхливих дискусій серед дослідників засвоєння другої мови.

## Мовна інтерференція
Однією з важливих відмінностей між засвоєнням першої й другої мови є те, що на процес засвоєння другої мови впливають знання учня про мови, якими він уже володіє. Цей вплив називають мовною інтерференцією. Це комплексне явище, яке є результатом взаємодії між попередніми лінгвістичними знаннями учнів, навчальною інформацією про цільові мови, які вони вивчають, та їхніми когнітивними здібностями.
Мовна інтерференція необов'язково зумовлюється рідною мовою учня: іноді «втручається» друга чи третя з мов, уже відомих учневі. Вона також не обмежується якоюсь однією мовною областю і може спостерігатися в граматиці, вимові, словниковому запасі, дискурсі та читанні.
Мовна інтерференція часто відбувається тоді, коли учень відчуває подібність між ознакою мови, якою він уже володіє, і особливістю інтермови, яку він вже засвоїв. Якщо виникає такий ефект, то засвоєння складніших мовних форм часто затримується, а натомість засвоюються простіші мовні форми, подібні до тих, які вже знайомі учневі. Учень може взагалі відмовитися від вживання деяких мовних форм, якщо вони здаються йому надто далекими від його рідної мови.
Мовну інтерференцію неодноразово досліджували, і багато аспектів цього явища залишаються нез'ясованими. Для пояснення мовної інтерференції було запропоновано різні гіпотези, але єдиного загальноприйнятого пояснення того, чому вона відбувається, немає.
Деякі лінгвісти схильні пояснювати це явище міжмовним впливом. Під час досліджень двомовних дітей з'ясувалося, що міжмовний вплив відбувається в обох мовних напрямках. Наприклад, Ніколадіс (Nicoladis, 2012) виявив, що двомовні діти віком від 3 до 4 років створюють французькі описові конструкції, наприклад «the hat of the dog» і граматично некоректні англійські реверсивні присвійні структури, наприклад «chien chapeau» (капелюх собаки) значно частіше, ніж їхні одномовні однолітки. Хоча описові граматичні конструкції присутні і в англійській, і у французькій, зворотні присвійні форми у французькій мові є граматично некоректними, а тому неочікуваними.
Дослідження, у рамках якого вивчався міжмовний вплив на порядок слів шляхом порівняння нідерландсько-англійських двомовних і англійських одномовних дітей, Ансворт (Unsworth) виявив, що двомовні діти частіше вживають некоректний в англійській мові порядок слів V2, ніж одномовні діти, коли вони вживають допоміжні й основні дієслова. Визначним чинником цього явища була домінуюча мова дитини: діти з домінуючою нідерландською мовою виявляли меншу чутливість до порядку слів, ніж діти з домінуючою англійською, хоча цей ефект був незначним і спостерігалися індивідуальні варіації.

### Мовне домінування
Термін «мовне домінування» можна визначити з точки зору відмінностей у частоті використання та у рівні володіння мовою у білінгвів. Те, яким саме буде рівень володіння цільовою мовою, визначається складним комплексом факторів — оточення, індивідуальні здібності тощо. Мовне домінування може змінюватися із плином часу внаслідок мовного витіснення (відходу від мови), у процесі якого деякі навички, отримані учнем під час вивчення цільової мови, починають справляти більший вплив, ніж його навички у рідній мові.
Дослідження свідчать про наявність кореляції між тривалістю перебування в певному мовному середовищі та впливом мов одна на одну; вважається, що мовне домінування впливає на напрямок міжмовної інтерференції. В одному з досліджень виявилося, що мовна інтерференція є асиметричною і визначається тим, яка мова є домінуючою: діти з домінуванням кантонської мови показали чітке перенесення її синтаксису в багатьох сферах граматики на англійську, але не навпаки.
Загальним показником мовної продуктивності та мовного домінування у дітей є показник середньої довжини висловлювання (MLU).

## Вхідна інформація та взаємодія
Основним фактором, що впливає на засвоєння мови, є вхідна інформація, яку отримує учень. Стівен Крашен зайняв дуже тверду позицію щодо важливості вхідної інформації: він стверджує, що осмислений підхід до відбору вхідного матеріалу — це все, що необхідно для засвоєння другої мови. Крашен посилається на дослідження, які підтверджують, що тривалість перебування людини в іншій країні тісно пов'язана з рівнем оволодіння її мовою. Додатково важливість вхідної інформації підтверджують дослідження читання: велика кількість добровільно прочитаних матеріалів має значний позитивний вплив на словниковий запас, граматику та письмо учнів. Крім того, вхідна інформація вважається механізмом, за допомогою якого люди вивчають мови, у моделі універсальної граматики.
Важливо також, якою саме є вхідна інформація. Один із принципів теорії Крашена полягає в тому, що вхідні дані не повинні бути граматично впорядковані. Він стверджує, що та впорядкованість, яку повсякчас використовують на заняттях із вивчення мови — коли уроки передбачають відпрацювання певної «структури дня», — зайва, а іноді навіть шкідлива.
Хоча вхідна інформація має надзвичайно важливе значення для засвоєння другої мови, твердження Крашена про те, що значення має лише вона, суперечить останнім дослідженням. Наприклад, канадські студенти, які вивчають французьку мову методом занурення, створюють речення зі структурами, відмінними від тих, які створюють її носії, навіть попри на те, що вони роками вчили французькі граматичні конструкції, зосереджуючись на їх змісті, а їхні навички аудіювання практично досягли рівня носіїв.
Речення, створювані учнями, теж відіграють важливу роль і, серед іншого, забезпечують їм зворотний зв'язок, змушуючи їх зосереджуватися на формі фраз, які вони створюють, і допомагаючи їм доводити свої мовні навички до автоматизму. Ці процеси були зафіксовані в теорії зрозумілого результату.
Дослідники також вказують на те, що для засвоєння другої мови є важливою взаємодія. Відповідно до гіпотези взаємодії Майкла Лонга, умови для засвоєння другої мови є особливо сприятливими під час взаємодії нею; зокрема, коли трапляється зрив комунікації і учні змушені шукати способи передати смисл. Зміни в мовленні, які виникають унаслідок таких взаємодій, роблять вхідну інформацію зрозумілішою, забезпечують зворотний зв'язок з учнем і спонукають учнів змінювати свої мовленнєві звички.

## Фактори й підходи до засвоєння другої мови

### Когнітивні фактори
Більшість сучасних досліджень у галузі засвоєння другої мови спираються на когнітивний підхід. У когнітивних дослідженнях вивчається, які ментальні процеси беруть участь у засвоєнні мови і як вони пояснюють природу знань про мову. Ця область досліджень базується на загальнішій галузі когнітивної науки; у ній використовуються численні концепції і моделі з більш загальних когнітивних теорій навчання. Таким чином, з погляду когнітивних теорій засвоєння другої мови — це частковий випадок загальніших механізмів навчання. Це прямо протиставляє їх лінгвістичним теоріям, у яких засвоєння мови вважається унікальним процесом, відмінним від інших типів навчання.
Домінуючою моделлю в когнітивних підходах до засвоєння другої мови, та й взагалі в усіх дослідженнях засвоєння другої мови, є обчислювальна модель. Вона складається з трьох етапів. На першому етапі учні зберігають певні особливості вхідної мовної інформації в короткочасній пам'яті — це так звана поглинена інформація (intake). На другому етапі ця поглинена інформація перетворюється на знання про другу мову, які зберігаються в довгостроковій пам'яті. І, нарешті, на третьому етапі учні використовують ці знання в усному мовленні. У рамках когнітивних теорій здійснюються спроби класифікувати природу як розумових уявлень про поглинання й знання мови, так і розумових процесів, які лежать в основі цих етапів.
У перших дослідженнях засвоєння другої мови міжмовна взаємодія вважалася базовим представленням знань другої мови; у новіших дослідженнях використовуються кілька різних підходів до характеристики розумового представлення мовних знань. У деяких теоріях припускається, що мова учнів за своєю суттю є змінною. Існує також функціоналістська точка зору, яка передбачає, що засвоєння мови тісно пов'язане з тією функцією, яку вона забезпечує. Деякі дослідники розрізняють неявні (імпліцитні) та явні (експліцитні) мовні знання, інші поділяють знання на декларативні та процедурні. Існують також підходи, що спираються на подвійну систему, за якої деякі мовні знання зберігаються у вигляді правил, а інші — у вигляді елементів.
Психічні процеси, які лежать в основі засвоєння другої мови, можна розбити на мікропроцеси та макропроцеси.
До мікропроцесів належать:
- увага
- робоча пам'ять
- інтеграція та реструктуризація.

Реструктуризація — це процес змінення міжмовної системи учня, а моніторинг — це свідомий аналіз учнем власних результатів засвоєння мови.
До макропроцесів відноситься розрізнення між свідомим і випадковим навчанням, а також між явним і неявним навчанням. Деякі з відомих когнітивних теорій засвоєння другої мови включають модель нативізації, багатовимірну модель і теорію опрацювання, моделі емерджентного розвитку, модель конкуренції та теорії набуття навичок.
В інших когнітивних підходах розглядається те, як учні формулюють свої думки, зокрема планування мовлення і стратегії спілкування. Планування мовлення впливає на усне формулювання думок, і дослідження в цій галузі зосереджені на тому, як планування впливає на три аспекти мовлення: складність, точність і плавність. З цих трьох аспектів найбільшу увагу дослідники приділяють впливу планування на вільне мовлення.
Комунікаційні стратегії — це свідомі стратегії, за допомогою яких учні уникають потенційних непорозумінь у спілкуванні. Їхній вплив на засвоєння другої мови поки що не визначений; деякі дослідники стверджують, що комунікаційні стратегії допомагають цьому, інші — навпаки.
Важливою ідеєю останніх когнітивних підходів еволюція навчання з розвитком. Наприклад, коннекціоністські моделі, у яких пояснюються, як певні аспекти рідної мови виявляються в інших мовах (наприклад, японській, англійській[30]), можна використати також для розробки моделей другої мови шляхом навчання спочатку першою мовою (наприклад, корейською), а потім другою (наприклад, англійською)[31]. Використовуючи різні темпи навчання для засвоєння синтаксису та лексики і змінюючи їх рівень у міру розвитку, модель може пояснити ефекти чутливого періоду та відмінності у впливі перебування в певному мовному середовищі на учнів різних типів.

### Соціокультурні фактори
Від самого початку існування дисципліни дослідники також визнавали, що важливу роль відіграють соціальні аспекти. Існувало багато різних підходів до соціолінгвістичного засвоєння другої мови, і справді, за словами Рода Елліса, їхня численність вказувала на те, що «для соціолінгвістичного засвоєння другої мови притаманна велика кількість заплутаних термінів, які стосуються соціальних аспектів її вивчення». Спільним для кожного з цих підходів, однак, є відмова вважати мову суто психологічним явищем; натомість у соціолінгвістичних дослідженнях соціальний контекст, у якому вивчається мова, вважається важливим для правильного розуміння процесу її засвоєння.
Род Елліс виокремлює три типи соціальних структур, які впливають на засвоєння другої мови:
- соціолінгвістичне середовище
- специфічні соціальні фактори
- ситуативні фактори.

Соціолінгвістичне середовище стосується того, яку роль у суспільстві відіграє друга мова: наприклад, яка частка населення розмовляє нею — велика чи мала, вона широко розповсюджена чи обмежується кількома функціональними ролями, яким переважно є суспільство — двомовним або одномовним. Елліс враховує також ще одну особливість: як вивчається друга мова — природним чином чи в навчальних закладах.
Специфічними соціальними факторами, здатними впливати на засвоєння другої мови, є вік, стать, соціальний клас та етнічна ідентичність, причому останній у дослідженнях приділяється найбільша увага.
Ситуативні фактори — це ті, що варіюються залежно від конкретної соціальної взаємодії: приміром, учень може використовувати більш ввічливу мову, спілкуючись із людиною вищого соціального статусу, і неформальну — коли розмовляє з друзями.
У рамках програм, які спираються на метод занурення, засвоєння другої мови полегшується за рахунок перебування в належному соціолінгвістичному середовищі. Програми занурення — це освітні програми, за якими спілкування з дітьми відбувається мовою, яку вони вчать (мовою L2). Незважаючи на це, навчальний план відповідає програмам, які не передбачають занурення; водночас існує чітка підтримка рідної мови (мови L1), адже всі викладачі є двомовними. Метою цих програм є досягнення високого рівня володіння як мовою L1, так і мовою L2. Доведено, що студенти, які беруть участь у програмах занурення, мають вищий рівень володіння другою мовою, ніж студенти, які вивчають другу мову лише як предмет у школі. Це особливо яскраво виявляється в їхніх рецептивних навичках. Крім того, студенти, які приєднуються до програм занурення раніше, як правило, мають вищий рівень володіння другою мовою, ніж їхні однолітки, які приєднуються пізніше. З іншого боку, студенти, які приєднуються до програми пізніше, демонструють рівень володіння мовою, подібний до рівня володіння рідною мовою.
Хоча рецептивні навички студентів занурення особливо сильні, їхні продуктивні навички можуть постраждати, якщо вони проводять більшу частину часу, лише слухаючи інструкції. Особливо багато питань викликають граматичні навички та наявність точного словникового запасу. Стверджується, що занурення є необхідною, але недостатньою умовою для розвитку навичок володіння другою мовою на рівні рідної. Здатність брати участь у тривалій розмові та завдання, що сприяють синтаксичному й семантичному розвитку, допомагають розвивати продуктивні навички, необхідні для володіння двома мовами.
Почуття зв'язку учня зі своєю групою, а також зі спільнотою цільової мови підкреслює вплив соціолінгвістичного середовища, а також соціальних факторів у процесі засвоєння другої мови. Теорія соціальної ідентичності стверджує, що важливим фактором для засвоєння другої мови є усвідомлення учнями своєї приналежності до спільноти носіїв мови, яку вони вивчають, а також те, як ця спільнота їх сприймає. Те, чи відчуває учень свій зв'язок зі спільнотою або культурою носіїв мови, яку він вивчає, визначає його соціальну дистанцію від цієї культури. Якщо соціальна дистанція невелика, це заохочує учнів засвоювати другу мову, оскільки їхні зусилля мають більшу важливість. І навпаки: велика соціальна дистанція перешкоджає спробам оволодіти цільовою мовою. Перешкоджати засвоєнню другої мови може не тільки негативне ставлення учня до її носіїв, а й ставлення її носіїв до учня: якщо вони вважають, що соціальна дистанція між ними й учнем є великою, це знеохочує його вивчати мову. Важливим показником мотивації до вивчення мови є також те, чи цінується білінгвізм у культурі або спільноті учня.
Стать як соціальний фактор теж впливає на засвоєння другої мови. Встановлено, що жінки мають вищу мотивацію та позитивніше ставляться до вивчення другої мови, ніж чоловіки. Однак жінки також частіше демонструють вищий рівень тривожності, що перешкоджає їхній здатності ефективно вивчати нову мову.
Існує кілька моделей, розроблених для пояснення соціального впливу на засвоєння мови. У моделі акультурації Джона Шумана (John Schumann) припускається, що швидкість розвитку учнів і кінцевий рівень володіння мовою є функцією від «соціальної дистанції» і «психологічної дистанції» між учнями і спільнотою носіїв другої мови. У моделі Шумана найважливішими є соціальні фактори, але певну роль відіграє також ступінь комфортності засвоєння другої мови.
Іншою соціолінгвістичною моделлю є соціально-освітня модель Гарднера (R.C. Gardner), розроблена з метою пояснити, як друга мова засвоюється в класі. Вона зосереджується на емоційних аспектах засвоєння другої мови і стверджує, що готовності людини вивчати другу мову сприяє позитивна мотивація; крім того, прагнення людини вивчити другу мову базується на ідеї, що людина має бажання бути частиною культури її носіїв — тобто частиною монолінгвістичної спільноти (цільової мови). Мотивація визначається такими факторами, як здатність до інтеграції (integrativeness) та ставлення до навчальної ситуації. Результатом позитивної мотивації є не лише лінгвістичні, а й нелінгвістичні наслідки, тобто досягнення учнем бажаної мети. У моделі Гарднера багато критиків, але, тим не менш, багато з них перебувають під впливом переваг його моделі.
Міжгрупова модель вбачає ключовим конструктом для опанування другої мови «етнолінгвістичну життєздатність».
Мовна соціалізація — це підхід, який ґрунтується на передумові, що «мовні й культурні знання конструюються один через одного». Цьому підходу почали приділяти більше уваги після 2000 року.
І, нарешті, теорія соціальної ідентичності Нортона — це спроба визначити зв'язок між владою, ідентичністю та вивченням мови.

Унікальним підходом до засвоєння другої мови є соціокультурна теорія, розроблена Львом Виготським та його послідовниками. Центральне місце в теорії Виготського займає концепція зони найближчого розвитку (ЗНР). Поняття ЗНР передбачає, що соціальна взаємодія з тими, хто краще володіє цільовою мовою, дає учневі змогу вивчити мову на вищому рівні, ніж якби вона вивчала мову самостійно. Соціокультурна теорія має принципово інший набір припущень, ніж підходи до засвоєння другої мови, засновані на обчислювальній моделі. Крім того, хоча вона тісно пов'язана з іншими соціальними підходами: вона є теорією розуму, а не загальним соціальним поясненням засвоєння мови. За словами Рода Елліса,
…Важливо визнати… що ця парадигма, незважаючи на назву «соціокультурна», намагається пояснити не те, як учні засвоюють культурні цінності мови, яку вивчають, а скоріше те, як знання мови, що вивчається, засвоюються через досвід соціокультурного характеру.

### Лінгвістичні фактори
Лінгвістичні підходи до пояснення засвоєння другої мови є результатом загальніших лінгвістичних досліджень. Вони відрізняються від когнітивних і соціокультурних підходів тим, що лінгвістичні знання в них вважаються унікальними й відмінними від будь-якого іншого типу знань. Лінгвістична традиція дослідження засвоєння другої мови тривалий час розвивалася у відносній ізоляції від когнітивних і соціокультурних традицій, і станом на 2010 рік вплив загальних лінгвістичних досліджень на дослідження засвоєння другої мови ще не був сильним.
У лінгвістичній традиції можна виокремити два основні напрямки досліджень: генеративні підходи, які спираються на універсальну граматику, і типологічні підходи.
Типологічні універсалії — це принципи, які діють у всіх мовах світу. Їх виявляють емпіричним шляхом, досліджуючи різні мови та визначаючи, які з їхніх аспектів можна вважати універсальними, а потім перевіряють ці висновки, порівнюючи ці аспекти з аналогічними в інших мовах. Продемонстровано, що мова міжнаціонального спілкування в тих, хто вивчає другу мову, підпорядковується певним типологічним універсаліям. Деякі дослідники припускають, що типологічні універсалії є фактором стримування міжмовного розвитку.

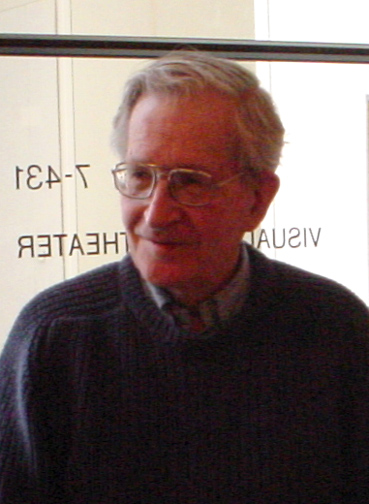
Чомскі в авдиторії Массачусетського технологічного інституту

Теорію універсальної граматики запропонував Ноам Чомскі у 1950-х роках, і згодом вона набула значної популярності в галузі лінгвістики. Вона зосереджена на описі неусвідомлюваних мовних здібностей людини. Чомскі вважав, що діти не просто засвоюють мову, вивчаючи описові правила граматики й запам'ятовуючи їх: натомість, вивчаючи мову, вони творчо грають зі словами й правилами і конструюють нові слова, надаючи їм нові значення.
Теорія універсальної граматики базується на низці принципів, які є універсальними й постійними, і низці параметрів, які можна визначити по-різному для різних мов. «Універсалії» в універсальній граматиці відрізняються від типологічних універсалій тим, що вони є розумовим конструктом, виведеним дослідниками, у той час як типологічні універсалії легко перевіряються на основі відомостей про мови світу. Майже всі дослідники універсальної граматики згодні з тим, що будь-які учні, які вивчають першу мову, мають доступ до універсальної граматики; однак із тими, хто вивчає другу мову, ситуація інша, і багато досліджень у контексті засвоєння другої мови зосереджені на тому, якою мірою учні можуть спиратися на універсальну граматику. Серед прихильників генеративних підходів тривають дебати щодо того, у якому ступені універсальна граматика доступна користувачам другої мови (L2) — повністю чи частково. Це можна побачити за допомогою тестів на прийнятність суджень. Наприклад, одне з досліджень виявило, що, виконуючи завдання на розуміння, носії англійської мови, які вивчають іспанську, за відповідних умов іноді приймають недоконаний вид, однак навіть на вищих рівнях володіння мовою вони не відкидають використання претериту в постійних та звичних контекстах.
Теорія універсальної граматики здатна пояснити деякі спостереження досліджень засвоєння другої мови. Наприклад, люди, які говорять другою для них мовою, часто демонструють такі знання про неї, з якими вони ніколи не стикалися. У них звідкись є інформація про певні неоднозначні або некоректні з погляду граматики аспекти другої для них мови, яку вони не отримували ні з зовнішніх джерел, ні з попередніх знань про їхню рідну мову. Такі «знання нізвідки» вказують на існування універсальної граматики.
Ще одним доказом, який часто використовують прихильники генеративних підходів, є так званий брак стимулів. Цей аргумент передбачає, що дітям, які опановують мову, бракує інформації для повного засвоєння всіх аспектів її граматики, через що виникає невідповідність між тією інформацією, яку вони отримують, і тією, яку продукують. Той факт, що діти майже завжди отримують інформацію лише про те, «як правильно» (підтверджувальні докази), але водночас мають уявлення і про те, «як неправильно» (заперечувальні докази), — тобто знають, які словосполучення є граматично некоректними, — теж вказує на існування універсальної граматики. На відміну від дітей, люди, які вивчають другу мову, мають доступ до заперечувальних доказів, адже їм явним чином демонструють, які мовні конструкції є граматично некоректними, шляхом виправлень і викладання правил граматики.

## Індивідуальні варіації
Існують значні відмінності у швидкості, з якою люди вивчають другу мову, і в мовному рівні, якого вони врешті-решт досягають. Деякі учні вчаться швидко й опановують другу мову на ріні рідної, а інші вчаться повільно і застрягають на відносно ранніх стадіях опанування, незважаючи на те, що протягом кількох років живуть у країні, де розмовляють цією мовою. Причину цієї нерівномірності вперше спробували з'ясувати в 1950-х роках, вивчаючи здатність до вивчення мови, а згодом — у 1970-х роках, досліджуючи тих, хто засвоїв мову добре. Пізніше дослідження зосередилися на декількох факторах, які впливають на вивчення мови, зокрема на тому, які стратегії вивчення використовуються, на соціальному та суспільному впливі, особистісних якостях, мотивації та рівні тривожності. Крім того, предметом тривалих дискусій є взаємозв'язок між віком і здатністю до вивчення мов.

### Вік учня
Питання віку вперше розглядалося в рамках гіпотези критичного періоду. Строга версія цієї гіпотези стверджує, що існує так званий вік відсікання, близько 12 років, після якого учні втрачають здатність вивчити іншу мову вповні. Щодо того, яким є точний вік, який позначає кінець критичного періоду, точаться дискусії; називають цифри від 6 до 13 років. Багато науковців стверджують, що він припадає приблизно на початок статевого дозрівання.
У 1967 році лінгвіст і невролог Ерік Леннеберг припустив, що існує критичний (сенситивний) період, коли дитина найефективніше засвоює свою першу мову: він починається цей час приблизно в рік і закінчується до 9—10 років, коли функції мозку змінюються через процеси дорослішання. Згодом ідею розширили: стверджувалося, що дитина завжди вчить другу мову ефективніше за дорослого. Емпіричні дослідження щодо цього тривалий час були неоднозначними.
Щодо засвоєння другої мови цю сувору версію було відкинуто, оскільки деякі підлітки та дорослі, які вивчають другу мову, досягають рівня носіїв швидше порівняно з маленькими дітьми. У 2018 році дослідники з Массачусетського технологічного інституту проаналізували результати тесту з англійської близько 700 тисяч людей, для яких вона була іноземною; виявилося що в тих, хто починав вчити мову у віці до 18 років, більше шансів опанувати її на рівні носія.
З іншого боку, загалом підлітки та дорослі, які вивчають другу мову, рідко досягають рівня вільного володіння, який демонструють діти, що вивчають обидві мови від народження, навіть попри те, що на початкових етапах вони часто просуваються швидше. Це призвело до припущення, що вік опосередковано пов'язаний з іншими, важливішими факторами, які впливають на вивчення мови.
Діти, які опановують дві мови від народження, називаються симультанними білінгвами. Їхні батьки або вихователі розмовляють з ними обома мовами із самого дитинства, і вони ростуть, засвоюючи одночасно дві мови. Як правило, такі діти проходять етапи мовного розвитку в той же час, що й їхні одномовні однолітки. Діти ж, які засвоюють дві мови не одночасно, а послідовно — одну від народження, а іншу пізніше в певний період дитинства, — називаються послідовними білінгвами. Часто вважається, що послідовні білінгви найкраще володіють тією мовою, яку вони засвоювали першою, але це не завжди так: згодом, у міру набуття досвіду, друга мова дитини може стати основною. Найчастіше така ситуація спостерігається тоді, коли перша мова дитини є мовою меншини, якою вона розмовляє вдома, а друга — мовою більшості, яку вона вивчала в школі або в громаді до п'яти років. Рівень володіння мовою як у симультанного, так і в послідовного білінгва залежить від того, чи є у нього можливості змістовно спілкуватися в різних контекстах.
Часто симультанні білінгви володіють своїми мовами краще, ніж послідовні. Одним із пояснень цього є те, що симультанні білінгви отримують чіткіше уявлення про мови, які вивчають, особливо про їхні фонологічні та семантичні аспекти. Завдяки цьому симультанні білінгви сприймають мови більш диференційовано: вони вловлюють тонкі відмінності між ними, недоступні менш досвідченим учням. Вивчення мови на більш ранньому етапі життя допомагає розвинути ці чіткі уявлення про мову, оскільки перша мова учня є менш усталеною. І навпаки, вивчення мови на пізніших етапах життя розвиває уявлення про подібність їхніх семантик.
Хоча діти, які вивчають мову, частіше опановують її на рівні носія, старші діти та дорослі на початкових етапах навчання просуваються швидше: вони швидше набувають початкових граматичних знань, ніж діти, однак за наявності достатнього часу та контакту з мовою діти згодом їх перевершують. Після цього старші учні часто демонструють явні мовні недоліки порівняно з дітьми, які вивчають ту ж мову — це пояснюють тим, що вони «надто добре» засвоїли свою рідну мову, у яку занурилися спочатку. Наявність цієї когнітивної здатності допомагає вивчати другу мову, оскільки в учня вже є уявлення про те, як «працює» мова. З цієї ж причини заохочується взаємодія із сім'єю і подальший розвиток першої мови, а також позитивне підкріплення.
Не існує єдиної думки про те, які саме мовні недоліки виникають по досягненні учнем певного віку. Дехто вважає, що страждає лише вимова, інші — що страждають також і інші здібності. Однак є деякі загальновизнані відмінності: старші учні мають помітний акцент, менший словниковий запас і припускаються певних мовних помилок. Багато дорослих зупиняються, не досягши просунутого рівня володіння мовою, але багато з них взагалі не ставить перед собою задачу досягти лінгвістичних висот: люди часто вчать мову, щоб нею читати, але не говорити.
Одним із пояснень цієї різниці у рівні володіння мовою між старшими й молодшими учнями є універсальна граматика. Це неоднозначна теорія, яка виходить із того, що будь-яка людина від самого народження має вроджені знання про універсальні лінгвістичні принципи. Ці принципи керують дітьми, коли вони засвоюють мову, але різним мовам притаманні різні «параметри» їх засвоєння. Теорія припускає, що, хоча універсальна граматика зберігається в дорослому віці, здатність «обнуляти» параметри, встановлені для кожної мови, втрачається, що ускладнює її вивчення на високому рівні. Оскільки в старших учнів знання про мову вже сформовані, процес вивчення нової мови для них істотно відрізняється від процесу вивчення мови для молодших учнів. Правила й принципи, які визначають використання рідної мови, відіграють певну роль у засвоєнні другої мови.
До небіологічних пояснень вікових відмінностей у засвоєнні другої мови належать варіації соціальних і психологічних факторів, як-от мотивація, мовне середовище учня та ступінь втягнення в мову. Навіть якщо вплив менш сприятливих небіологічних чинників є меншим, багато дітей молодшого віку досягають вищого рівня володіння другою мовою, ніж старші учні під впливом сприятливіших небіологічних чинників.

### Стратегії
Значна увага приділяється стратегіям, які використовують учні, вивчаючи другу мову. Стратегії мають настільки велике значення, що компетентність у виборі стратегій пропонується як основний компонент комунікативної компетентності. Стратегії зазвичай поділяють на навчальні й комунікативні, хоча існують також інші способи їх класифікації.
Навчальні стратегії — це методи, які використовуються для покращення навчання, як-от мнемоніка або використання словника.
Комунікативні стратегії — це стратегії, до яких учень вдається, щоб передати смисл, коли йому не вистачає знань про правильні словоформи, — наприклад, використовуючи слова-замінювачі, як-от «штука», «річ», або використовуючи невербальні засоби, як-от жести.
Якщо навчальні та комунікативні стратегії використовуються належним чином, вивчення мови буде успішним. Коли йдеться про вивчення другої мови, слід пам'ятати про надання інформації, яка цікавить учня, надання учневі можливості ділитися своїми знаннями та навчання його методам використання наявних навчальних ресурсів.
До інших стратегії належать цілеспрямовані способи набуття або вдосконалення навичок володіння другою мовою. Дорослі іммігранти та/або учні, які прагнуть оволодіти другою мовою, можуть використовувати інші способи отримання й обміну знаннями і вдосконалення свого навчання, зокрема:
- випадкове або неформальне навчання (медіаресурси, спілкування з родичами або друзями, взаємодія на роботі);
- цілеспрямоване навчання (самонавчання, відвідування мовних курсів);
- здобуття формальної освіти[4].

### Фактори впливу
Критично важливим для засвоєння другої мови вважається також ставлення учня до процесу навчання.
Майже не викликає сумнівів, що тривожність під час вивчення мови шкодить її успішному засвоєнню. Тривожність заважає розумовій обробці мови, оскільки пов'язані з нею думки відбирають частину розумових ресурсів — це призводить до того, що для виконання завдань, необхідних для обробки мови, залишається менше пам'яті та енергії. Крім того, тривожність зазвичай супроводжується самопринижувальними думками і страхом невдачі, що негативно впливає на здатність людини вивчати нову мову.
Вивчення нової мови — унікальна ситуація, яка здатна навіть спричинити особливий тип тривожності, так звану мовну тривожність, яка негативно впливає на якість засвоєння мови. Крім того, тривожність шкодить засвоєнню другої мови, оскільки вона заважає учневі зосереджуватися й опрацьовувати мовну інформацію і погіршує його здатність пригадувати й використовувати потрібну інформацію.
Ще один фактор, який привертає увагу, — особистість учня. Тривають дискусії про те, як на засвоєння мови впливає екстравертність або інтровертність учня. Екстравертам легше шукати можливості та людей, які допоможуть у вивченні другої мови; інтровертам складніше в цьому відношенні. З іншого боку, висловлено припущення, що, хоча екстраверти частіше наближаються до вільного володіння другою мовою, інтроверти, схоже, роблять менше мовних помилок. Крім того, хоча екстравертність учня допомагає йому вивчати другу мову самостійно, вона також породжує проблеми іншого ґатунку: учень часто відволікається і погано керує своїм часом. Утім, одне з досліджень виявило, що між екстравертами й інтровертами немає суттєвих відмінностей у тому, яких успіхів вони досягають у вивченні другої іноземної мови.
Інші особистісні фактори, як-от сумлінність, доброзичливість і відкритість до досвіду, допомагають учневі налаштувати себе на вивчення мови, залучатися, опрацьовувати набуті знання й адаптувати свої думки, почуття і дії з метою збільшити корисність навчання. Дослідження засвоєння другої мови показали, що сумлінність пов'язана з навичками тайм-менеджменту, метапізнанням, аналітичним мисленням, наполегливістю, готовністю докладати зусилля та відкритістю до навчання. На особистість учня впливають також генетика і його оточення, сприяючи або перешкоджаючи його здатності до навчання.
Критично важливими виявилися також соціальні настанови, як-от гендерні ролі та ставлення суспільства до вивчення мови. Культурні настанови здатні серйозно ускладнити вивчення мови: прикладом цього є труднощі, з якими стикаються діти навахо під час вивчення англійської мови.
Крім того, життєво важливе значення для успіхів у вивченні мови має мотивація конкретного учня. На мотивацію впливають значущість, валентність та самоефективність. У цьому контексті:
- значущість — це важливість досягнення мети для учня, а також частота таких досягнень;
- валентність — це цінність, яку учень вбачає в засвоєнні другої мови, яка визначається бажанням вчитися та ставленням до навчання;
- самоефективність — це віра учня в те, що він здатен досягти певної лінгвістичної мети[113].

Дослідження постійно показують, що внутрішня мотивація, тобто справжній інтерес до самої мови, є ефективнішою в довгостроковій перспективі, ніж зовнішня, — наприклад, вивчення мови заради винагороди, як-от високої оцінки або похвали. Мотивація є динамічною, і з розвитком вільного володіння другою мовою зовнішня мотивація часто перетворюється на внутрішню. Мотивація учнів може розвиватися через контакт зі спільнотою та культурою носіїв мови, яку він вивчає: учні часто прагнуть спілкуватися й ідентифікуватися з ними. Крім того, сприятливе навчальне середовище посилює мотивацію шляхом підвищення впевненості в собі та самостійності. Учні у сприятливому середовищі частіше беруться за складні завдання, тим самим заохочуючи розвиток володіння другою мовою.

## Витіснення другої мови
Витіснення другої мови — це втрата мовних знань, спричинена недостатністю контакту з мовою або її незастосовністю. Це один із природних процесів, адже мова існує в динамічному середовищі: вона змінюється у відповідь на зміни середовища, у якому функціонує. У такі періоди інструментом комунікації стає рідна мова учня. Друга мова учня не втрачається раптово через її невикористання, але її комунікативні функції повільно замінюються функціями рідної мови.
Витіснення другої мови, як і її засвоєння, відбувається поетапно, але, згідно з регресійною гіпотезою, етапи витіснення слідують у зворотному порядку. Під час засвоєння спочатку розвиваються рецептивні навички, потім продуктивні, а під час витіснення спершу втрачаються продуктивні навички, потім рецептивні.
Певну роль у тому, як відбувається виснаження, відіграють вік, рівень володіння мовою та соціальні фактори. Діти молодшого віку втрачають навички володіння другою мовою, якщо вона не використовується, швидше, ніж дорослі. Але якщо дитина встигла досягти високого рівня володіння мовою, її втрата може тривати кілька років.
Судячи з усього, найбільшу роль у швидкості витіснення відіграє рівень володіння мовою. Якщо людина володіє другою мовою на дуже високому рівні, існує період, коли витіснення є незначним або не спостерігається взагалі. У деяких людей може навіть продовжуватися навчання, що є очевидним покращенням володіння другою мовою. Упродовж перших п'яти років невикористання мови загальний відсоток втрачених мовних знань є меншим у людей, які володіють мовою на високому рівні, ніж у тих, хто нею не володіє. Пояснення цього з когнітивно-психологічних міркувань припускає, що вищий рівень володіння мовою передбачає використання певних схем або розумових моделей мовних структур. Ці схеми передбачають наявність глибших розумових процесів і здатностей до розумового відтворення, які є стійкими до витіснення. Завдяки їм інформація, «укладена» в цю систему, найімовірніше, зазнає меншого витіснення, ніж інформація поза цією системою.
І, нарешті, опосередковану роль у витісненні відіграють соціальні фактори. Зокрема, на цей процес впливають мотивація та ставлення до мови. Більша мотивація та позитивне ставлення до мови й відповідної мовної спільноти перешкоджають витісненню. Це, імовірно, пов'язано з вищим рівнем володіння другою мовою, досягнутим завдяки тому, що учень вмотивований і ставиться до неї позитивно.

## Вивчення другої мови в класах
Переважна більшість досліджень у сфері засвоєння іноземних мов присвячена їх вивченню у природному середовищі, але робилися також спроби дослідити, як відбувається засвоєння другої мови в класах. Ці дослідження — як якісні, так і кількісні — значною мірою перетинаються з мовною освітою і стосуються переважно впливу навчання на учнів. Вивчаються також дії вчителів, особливості навчання та динаміка спілкування в аудиторіях.
Дослідження були досить широкомасштабними. Були спроби систематично вимірювати ефективність майже всіх сучасних методик викладання мови для кожного рівня володіння. Ці дослідження виявили, що чимало традиційних методів викладання мови є вкрай неефективними Ellis, 1994. Загальновизнано, що педагогіка, яка обмежується викладанням граматичних правил і слів за словником, не дає учням змоги оволодіти другою мовою на рівні вільного володіння. Натомість, щоб учень міг оволодіти другою мовою, у нього має бути можливість комунікувати нею.
Ще одна сфера досліджень — вплив коригувального зворотного зв'язку на допомогу учням. Було показано, що він варіюється залежно від техніки, яка використовується для коригування, і того, якою є загальна спрямованість класу — на формальну точність чи на передання осмисленого змісту. Існує також значна зацікавленість у тому, щоб доповнити опубліковані дослідження підходами, які передбачають залучення викладачів мови до практичних досліджень мови учнів у їхніх власних класах. Усвідомлюючи те, як учні засвоюють мову, їхні вчителі можуть вдосконалити своє педагогічне втручання з метою максимізувати ефективність її засвоєння.
Якщо учень бажає вивчати мову лише в класі, йому потрібно зважати на її категорію — вона визначатиме, скільки годин або тижнів доведеться присвятити вивченню. Оволодіння іноземною мовою в класі потребує усвідомлення того, що це вимагає певних витрат часу.
Існує три основні категорії мов відносно англійської. Мови категорії I — це «споріднені мови», як-от французька, іспанська та шведська. Мови категорії II — фінська, російська та в'єтнамська. Мови категорії III — арабська, китайська, японська та корейська. Відповідно, опанування мови категорії I потребує 24 тижні (600 аудиторних годин), мови категорії II — 44 тижні (1100 годин), мови категорії III — 88 тижнів (2200 годин).